# Игњатије Мариопољски
Игњатије Мариопољски (рођ. Јаков Гозадинос или Јаков Хазадинов; 1715, Грчка - 16. фебруар 1786, Мариупољ) - је био епископ Руске православне цркве, (тадашње Константинопољска патријаршија), и митрополит Готски и Кефајски.

## Биографија
Свети Игњатије је рођен на острву Термија у Грчкој 1715. године и припадао је племићкој породици Гозадин. Од малих ногу је васпитаван на светој гори Атонској, где је примио монашки постриг. Касније је рукоположен у свештеника, затим изабран за епископа. Након тога је позван у Цариград и постављен за члана Васељенског патријаршијског синклита и уздигнут у чин архиепископа.
После смрти 1769. митрополита Готског и Кефајског Гедеона, изабран је на његово место.
Дана 23. априла 1771. Игњатије је дошао на Крим. Игњатије се настанио у Успенском манастиру у близини грчког села Маријампол, које се налазило у близини Бахчисараја, који је у 18. веку постао резиденција митрополита Готе. Његов солазак на полуострво поклопио се са врхунцем још једног руско-турског рата. Плашећи се потпуног духовног поробљавања и физичког уништења своје пастве, светитељ се обратио руској влади са молбом да кримске хришћане прими у руско држављанство и да им да земљу за насељавање.
Царица Катарина II је пристала и 23. априла 1778. године, на Васкрс, и митрополит Игњатије је после литургије у пећинској цркви Свето-Успенског скита позвао верне хришћане да се припреме за излазак из вековног заточеништва.
Дана 21. маја 1779. царица Катарина II издала је повељу којом је одредила положај Грка у Руском царству.
Указом Светог синода од 14. марта 1779. године, митрополит Игњатије је укључен у Сабор руских епископа, уз очување древне титуле Гота и Кафаи, добио је и право да доживотно управља епархијом у састава свих Грка и да у својој епархији користи сва канонска права владајућег епископа. У званичном регистру руских епископа, митрополит Игњатије је заузео своје место одмах иза архиепископа словенско-херсонског.
Године 1779-1780, Грци су заједно са осталим хришћанима Тауриде прешли са Крима, најпре у Запорожје, које је још увек било немирно после одласка Козака, а након што је Игњатије отпутовао у Санкт Петербург. Његово Преосвештенство Игњатије се бавио пресељењем своје пастве у нове земље и често је сам бирао места за њихово насељавање.
Митрополит је 5. августа 1780. године, заједно са свештенством и насељеницима у броју од три хиљаде људи, стигао на место које је одредио, где је две године раније, на основу некадашњег насеља Сичевих козака, распуштеног, преименован у Мариупољ на захтев Грка.
Митрополит Игњатије је преминуо 16. фебруара 1786. године и сахрањен је десно испред иконостаса у саборној цркви Светог Харлампија у Мариупољу.

## Канонизација и поштовање
Дана 11. јуна 1997. године, одлуком Светог синода Украјинске православне цркве (Московске патријаршије), канонизован је и као дан спомена одређен је 3 (16) фебруар.
Дана 17. јула 2003. године у Доњецку је отворен Храм Светог Игњатија Мариупољског.
1. ↑  „Выход христиан из Крыма. Митрополит Игнатий Мариупольский”. iPilgrim.ru (на језику: руски). 2017-03-30. Приступљено 2023-01-12.